# Политическая интеграция
Полити́ческая интегра́ция (англ. Political Integration) — процесс сближения двух или более политических структур, направленный в сторону взаимного сотрудничества, в более узком смысле это формирование некоторого целостного комплекса политических систем на межгосударственном уровне.
Одним из характерных результатов такой интеграции является объединение этих структур. При этом необходимо наличие как формальных, так и неформальных институтов для совместного решения каких-либо вопросов. Предполагается, что в интегрируемом сообществе повышается уровень транзакций между участниками интеграции и возрастание общности интересов и ценностей.

## Теория
Карл Дойч видит в интеграции, что конфликты между государствами будут получать мирное разрешение при наличии у государств устойчивых взаимных ожиданий. Таким образом он видит интеграцию и как состояние, и как процесс. Интеграцию как состояние лучше рассматривать в качестве политического сообщества.
Процесс интеграции позволяет добиться максимальной взаимной выгоды с минимальными издержками для всех субъектов, которые в нём участвуют. Тем не менее интеграция требует существенной подготовки всех субъектов к этому процессу, а также хорошего качества управления ими.

## Предпосылки
При создании новых политических интеграций необходимо снижать влияние предыдущего состояния, которое может существенно замедлить процесс интеграции. Поэтому предпосылкой этого процесса является дезинтеграция, которая освобождает субъекты от прежних стереотипов.

## Виды политической интеграции
Политическая интеграция имеет две основные формы: внутригосударственная и межгосударственная. При этом внутри каждой из этих форм могут происходить интеграции на более низких уровнях, например, межпартийная интеграция, обычно приводящая к созданию одной достаточно мощной и сплочённой партии.

### Межгосударственная
Интернационализация, происходящая в современном мире, является как бы толчком к началу межгосударственной интеграции. После распада социализма в мире меняется парадигма развития, и от двух враждебных макро-государств общество создает систему полицентричности. Проведённая таким образом перегруппировка политических сил позволяет государствам найти свои места в мировом сообществе.

### Внутригосударственная
Внутригосударственная интеграция похожа по форме на межгосударственную, но по содержанию существенно отличается. В постсоциалистических странах происходит дезинтеграция прежнего единства. Именно она и позволяет создавать принципиально новые политические субъекты, которые могут осознанно решать необходимые задачи, направленные на развития интеграции внутри своих регионов и субъектов.